# Cantonul Troyes-6
Cantonul Troyes-6 este un canton din arondismentul Troyes, departamentul Aube, regiunea Champagne-Ardenne, Franța.

## Comune
- Laines-aux-Bois
- Saint-André-les-Vergers
- Saint-Germain
- Troyes (parțial, reședință)